# Sonoluminescencja
Sonoluminescencja – emisja krótkich impulsów świetlnych w chwili zapadania się pod wpływem ciśnienia akustycznego bąbelków gazu zawieszonych w cieczy (kawitacja akustyczna).

## Historia odkrycia
Pojawianie się słabych, niebieskich błysków światła w cieczach pod wpływem ultradźwięków zostało zaobserwowane przypadkowo po raz pierwszy w 1934 r. na Uniwersytecie Kolońskim podczas prac zmierzających do przyspieszenia procesu wywoływania klisz negatywowych. W 1989 r. pomyślnie uzyskano zjawisko sonoluminescencji pojedynczej bańki gazu przez wytworzenie fali stojącej w naczyniu doświadczalnym, co pozwoliło na rozpoczęcie systematycznych badań nad tym fenomenem.

## Właściwości fizyczne zjawiska

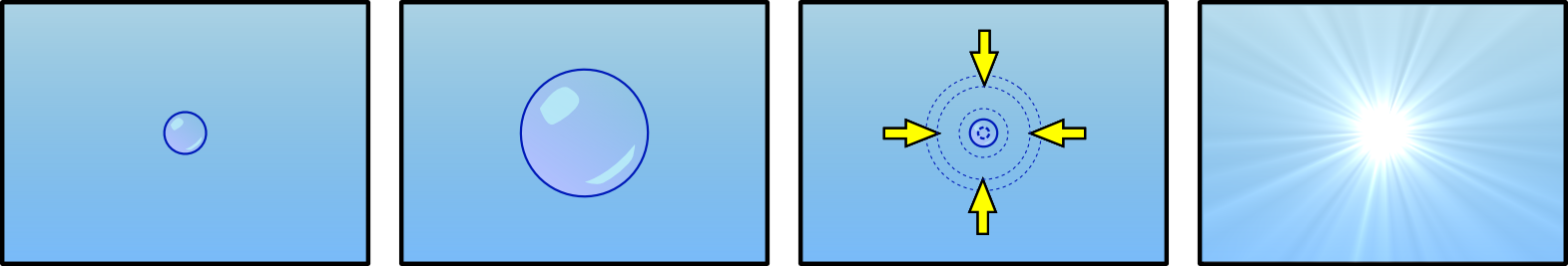
Poglądowy schemat sonoluminescencji

Przy odpowiedniej dozie staranności, sonoluminescencja może być z powodzeniem odtworzona nawet w amatorskim laboratorium, co pozwoliło na dokładne zweryfikowanie wielu właściwości fizycznych tego zjawiska. Ustalono między innymi, że emitowane błyski są bardzo krótkie (zwykle do kilkuset pikosekund), mają w szczycie moc około 10 miliwatów, emitowane są w chwili, gdy bąbelek ma średnicę ok. 1 mikrometra, a większość energii emitowana jest w paśmie ultrafioletu.

## Mechanizm powstawania
Dokładny mechanizm sonoluminescencji nie jest jednoznacznie określony. Proponowane wyjaśnienia zakładają np. formowanie się plazmy lub występowanie zjawiska tunelowego. Ustalenia niektórych zespołów badawczych sugerują, że temperatury wewnątrz bąbelka gazu mogą sięgać milionów stopni, inni kwestionują te wyniki.